# Zorgwijk

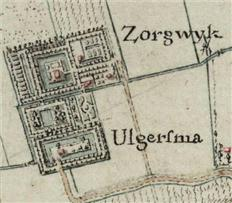
De borg Ulgersmaborg en het buitenhuis Zorgwijk op de Hottingerkaart

Zorgwijk was de naam van een borg, eerder een buitenplaats of lustplaats, in de provincie Groningen. De eerste vermelding van de naam was in 1737 als "lustplaats".
De borg werd op loopafstand van de stad Groningen, tussen Selwerderdiepje en Noorddijk, gebouwd. Op de kaart van Frederik de Wit uit 1670 staat ten noordoosten van het "edelhuis" Ulger, de latere Ulgersma, een "minderhuis" met de naam Schay ingetekend. De kaart van Nicolaas Visscher uit 1684 geeft deze namen maar draait de locaties precies om. De borgenkaart van Theodorus Beckering uit 1781 laat ten oosten van de Ulgersmaborg een buitenplaats Zorgwijk zien. Zorgwijk wordt hier, ter onderscheiding van de status van de Ulgersmaborg, een "minderhuis" genoemd.
De borg met grachten, tuinen, singels en vijvers is gedetailleerd ingetekend op de kaart van Hottinger uit 1792. Op deze kaart is te zien dat het tuinontwerp van beide huizen sterk op elkaar lijkt en dat bij beide tuinen de oriëntatie van de grachten en singels op het noordwesten was aangelegd.
In 1822 staat Zorgwijk in een koopakte beschreven als "een Heeren Behuising, binnen Hof en Gracgt om deselve, Coetshuis, Cingels rondom de gracht, de Laan en de vijvers voor de Borgh. Verder is in de akte sprake van een "Boerenhuis en tuin ten noorden der Noorder Cingel". Ook deze boerderij was al door Hottinger getekend.
De term "Borgh" in de koopakte uit 1822 was misleidend. Zorgwijk was geen huis waaraan rechten zoals lidmaatschap van de Groningse Ridderschap was verbonden al hadden de eigenaren de uiterlijke kenmerken van zo'n adellijk huis met zijn kenmerkende grachten en singels nauwkeurig geïmiteerd. De buitenplaats moet een kleinere uitvoering van de nog bestaande Menkemaborg zijn geweest.
In de ideale "villa rustica" in de klassieke zin van dat woord, spreekt men van een buitenhuis met een economische functie. Het buiten moest door de daarbij behorende landbouw en veeteelt de eigenaren van het buiten niet alleen rust en vermaak schenken, het moest ook hun voedsel produceren. Met zijn bongerd, boerderij, visvijvers, druivenkast, groente- en kruidentuin beantwoordt Zorgwijk aan dat ideaal.
De zeer nauwkeurige topografische militaire kaart van 1853 laat de visvijvers van Zorgwijk niet meer zien.
Op 8 december 1871 werd Zorgwijk in de Leeuwarder Courant door de weduwe I.H.Eekhof aan de Grote Markt in Groningen te koop aangeboden. De beschrijving luidde: "De BUITENPLAATS zorgwijk bestaande uit eene HEERENBEHUIZING , KOETSHUIS, STALLING (met DRUIVEKAST en TUINMANSWONING". In de advertentie was ook sprake van een in alle liniën vererfbare beklemming van het terrein met de op Midwinter te betalen vaste huur van 250 gulden. Dat is 5 431.39 Euro in de koopkracht van 2014.

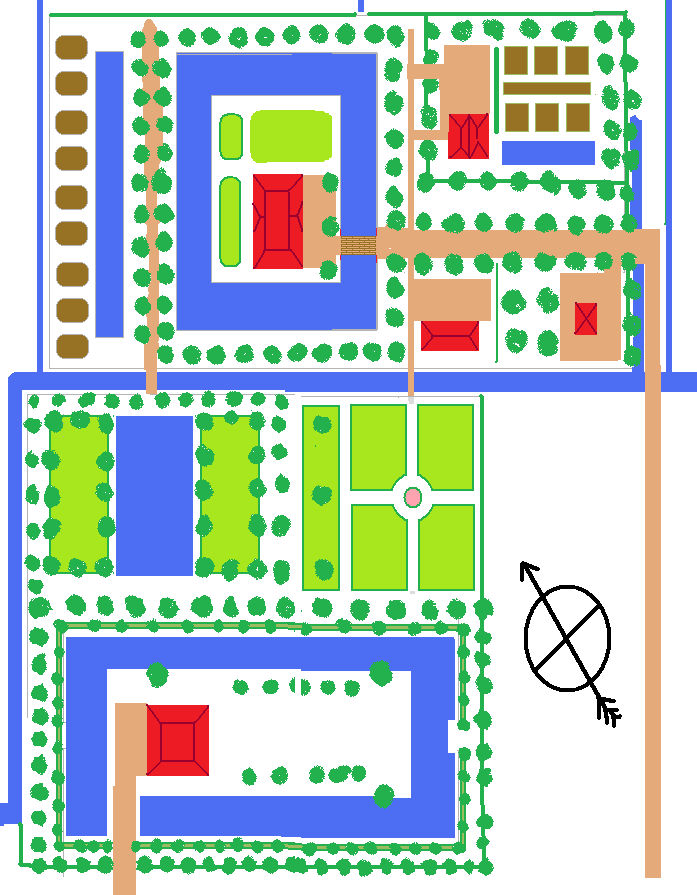
De borgen en de tuinen in samenhang.

Zorgwijk werd in 1872 gesloopt. De grachten en visvijvers werden gedempt. De houtopstand werd geveild. In een advertentie in de Leeuwarder Courant werd de veiling op 2 november 1872 aangekondigd. Er was sprake van eiken, ijpen, esschen, appel; pere- en noteboomen en 200 stammen van lindeboomen.
De plaats waar Zorgwijk stond, aan het Meedenpad bij Beijum-Zuid, is sindsdien onherkenbaar verdwenen onder bebouwing en de afrit Ulgersmaborg op de Oostelijke Ringweg rond Groningen. In 2012 werden twee proefsleuven gegraven waarin resten van Zorgwijk werden teruggevonden. De gracht rond Zorgwijk bleek op de plaats van de proefsleuf 9 meter breed en 3 meter diep te zijn geweest. Daar werd ook het fundament van een ophaalbrug gevonden. Van het huis werd alleen een dikke plaggenlaag, een ophoging onder de verdwenen fundamenten, teruggevonden. Een tweede proefsleuf vond de met grenen planken bekiste "viskenij" of visvijver terug. Kweekvijvers, visvijvers en snoekgaten komen bij meerdere Groningse borgen en buitenhuizen voor. De roofzuchtige snoeken werden apart gehouden.
Het uitgebreide onderzoek naar pitten en zaden bracht sporen van druiven, bessen kruiden en groenten aan het licht.
De boerderij die na de sloop van de Ulgersmaborg op het borgterrein werd gebouwd heette ook Zorgwijk maar heeft geen relatie met de verdwenen buitenplaats.